# Riley Steele

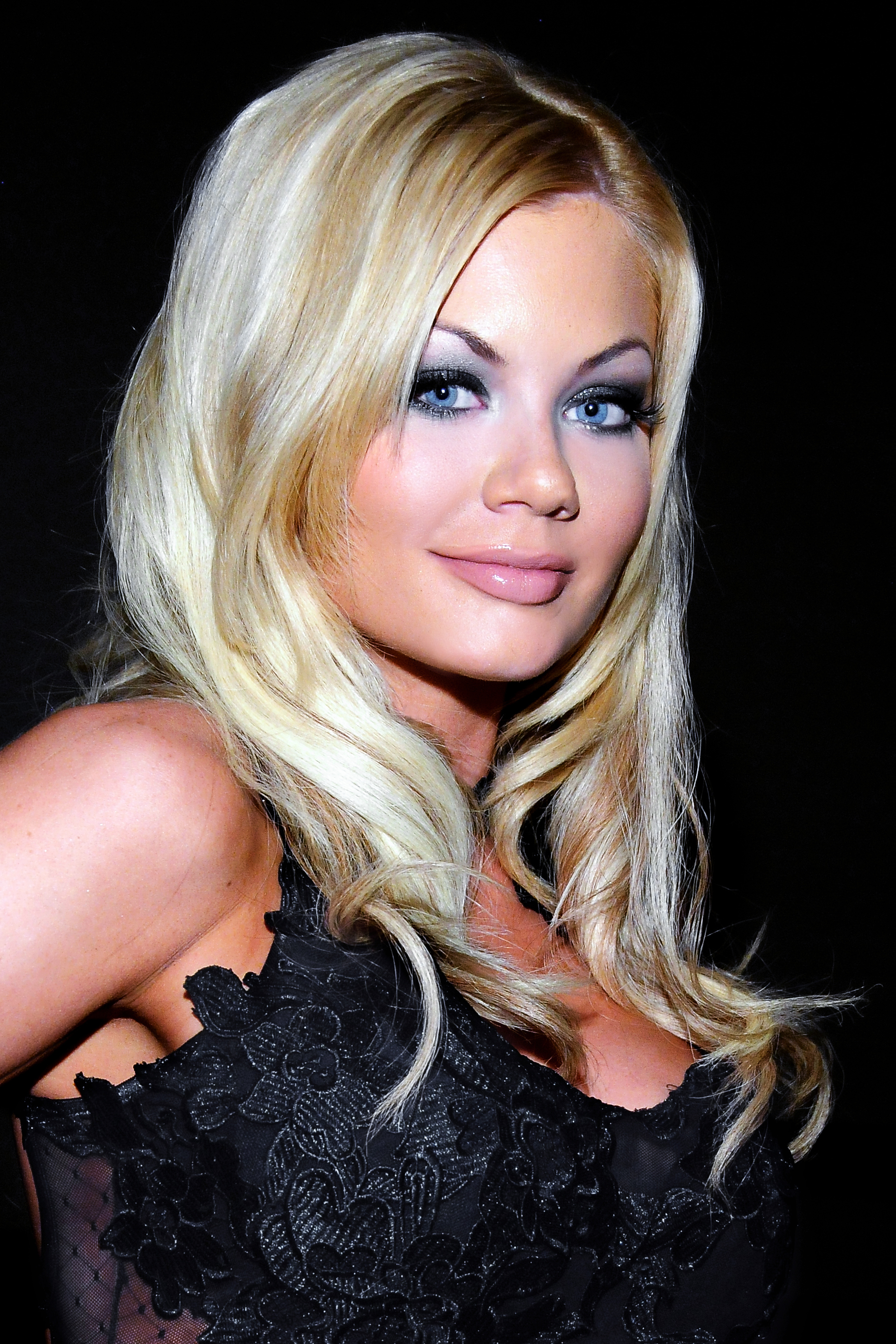
Riley Steele (2015)

Riley Steele (* 26. August 1987 als Brittni Anne Palmer in San Diego, Kalifornien) ist eine US-amerikanische Pornodarstellerin, die seit September 2013 für Axel Braun Productions arbeitet. Von 2008 bis 2013 hat sie für das amerikanische Pornostudio Digital Playground gearbeitet.

## Lebenslauf
Riley Steele wuchs in Escondido auf. Sie arbeitete vor ihrer Karriere als Pornodarstellerin als Kellnerin in einer Snackbar und bei Starbucks.
Die Pornodarstellerin Jesse Jane, die Steele bei einer Autogrammstunde für den Film Pirates kennenlernte, brachte sie ins Pornogeschäft. So war sie bereits in der Fortsetzung Pirates II: Stagnetti’s Revenge als damals 19-Jährige zu sehen. Zuvor war sie im Jahr 2008 in dem Film Nurses zu sehen.
Im Jahr 2009 wirkte sie in dem Film Fly Girls mit und spielte sich selbst. Außerdem entstand eine kleine Porno-Filmreihe rund um sie. Am 20. August 2010 kam der Horrorfilm Piranha 3D in die amerikanischen Kinos. Hier verkörpert sie Crystal Shepard und spielt mit diesem Film ihre erste Rolle außerhalb des Pornogeschäfts. Im Jahr 2015 spielte sie die Hauptrolle der Barbarella in der Pornoparodie Barbarella: An Axel Braun Parody. 
Im Jahr 2011 war sie eine der Moderatorinnen bei den AVN-Awards 2011.
Riley Steele ist auf dem Cover des Albums Below the Belt aus dem Jahr 2010 von Danko Jones zu sehen.

## Filmografie (Auswahl)

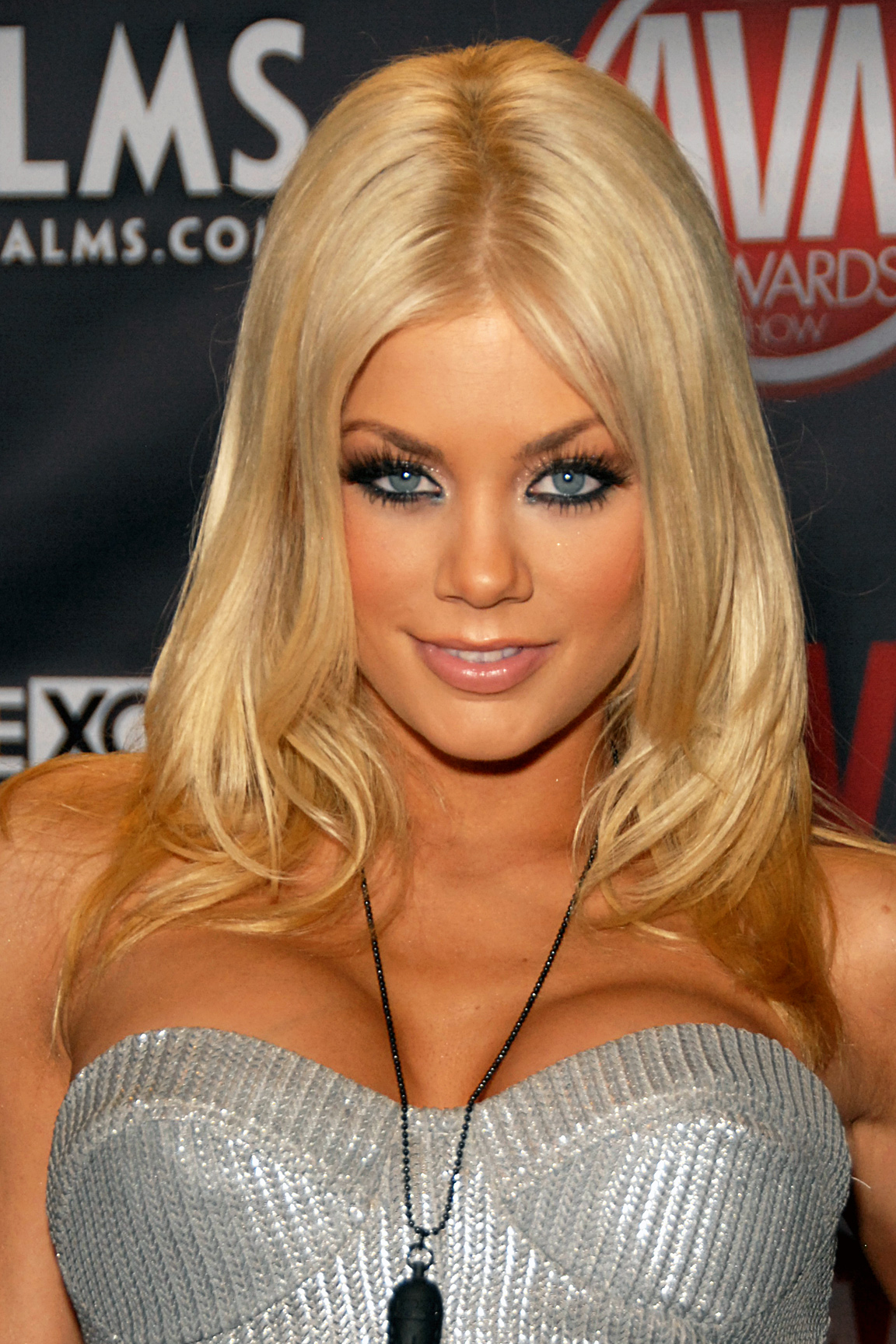
Riley Steele (2010)

Die Internet Adult Film Database (IAFD) listet bis heute (Stand: April 2024) 249 Filme, in denen Riley Steele mitgespielt hat.
- 2008: Nurses
- 2008: Pirates II: Stagnetti’s Revenge
- 2009: Riley Steele: So Fine
- 2009: Riley Steele: Love Fool
- 2009: Riley Steele: Chic
- 2009: Fly Girls
- 2009–2010: Bad Girls 2, 3
- 2010: The Smiths
- 2010: Piranha 3D
- 2010: The Smiths
- 2010: Body Heat
- 2011: The Masseuse 1, 4
- 2011: Top Guns
- 2011: Riley Steele Roomates
- 2011: So Fine
- 2011: Assassins (Film, 2011)
- 2011: Strip For me
- 2011: Satisfaction
- 2011: Babysitters 2
- 2011: Fighters
- 2012: Swingers
- 2012: For Rent
- 2012: Stripper Pole
- 2012: Code of Honor
- 2013: Pretty Panties
- 2013: Jack Attack
- 2014–2017: Riley Goes Gonzo 1, 2
- 2015: Barbarella: An Axel Braun Parody
- 2015: Peter Pan XXX: An Axel Braun Parody
- 2016: Suicide Squad XXX: An Axel Braun Parody
- 2016: Supergirl XXX: An Axel Braun Parody
- 2018: The Female Of The Species
- 2019: Black & White 16
- 2019: Threesome Fantasies 5
- 2019–2021: Anal Beauty 13, 15
- 2019: Fucking Markus
- 2019–2022: Tushy Raw 2, 32
- 2019: Manuel's Maximum Penetration 8
- 2019: Love Emergency
- 2019: Evil Starlets
- 2019: Dirty Little Mermaids
- 2019: Ministry Of Evil
- 2020: Lesbian Yoga
- 2020: Swallowed.com 39
- 2020: Oil Slick 3
- 2020: Anal Antics 2
- 2021: Blacked Raw 39
- 2022: Beautifully Stacked 10

## Auszeichnungen

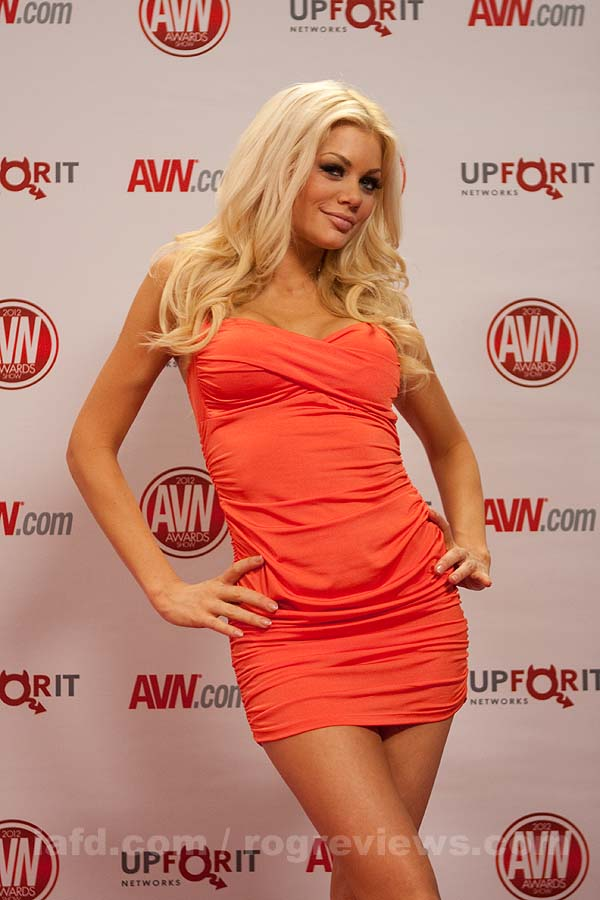
Riley Steele (2012)

| Jahr | Preis                      | Kategorie                                                                                        | Film                |
| ---- | -------------------------- | ------------------------------------------------------------------------------------------------ | ------------------- |
| 2009 | F.A.M.E. Award             | Favorite New Starlet                                                                             |                     |
| 2011 | AVN Award                  | Best All-Girl Group Sex Scene (mit Kayden Kross, Jesse Jane, Katsuni & Raven Alexis)             | Body Heat           |
| 2011 | AVN Award                  | Crossover Star of the Year                                                                       |                     |
| 2011 | AVN Award                  | Fan Award – Wildest Sex Scene (mit Kayden Kross, Jesse Jane, Katsuni & Raven Alexis)             | Body Heat           |
| 2011 | XBIZ Award                 | Crossover Star of the Year                                                                       |                     |
| 2011 | XRCO Award                 | Nomination für Mainstream Adult Media Favorite                                                   |                     |
| 2012 | AVN Award                  | Fan Award – Best Body                                                                            |                     |
| 2012 | AVN Award                  | Fan Award – Favorite Porn Star                                                                   |                     |
| 2012 | AVN Award                  | Fan Award – Hottest Sex Scene (mit Jesse Jane, Kayden Kross, Stoya, BiBi Jones & Manuel Ferrara) | Babysitters 2       |
| 2012 | AVN Award                  | Fan Award – Twitter Queen                                                                        |                     |
| 2012 | NightMoves Award           | Best Overall Body                                                                                |                     |
| 2013 | AVN Award                  | Fan Award – Favorite Body                                                                        |                     |
| 2013 | AVN Award                  | Fan Award – Favorite Porn Star                                                                   |                     |
| 2013 | RogReviews Fan Faves Award | Favorite Female Performer                                                                        |                     |
| 2013 | XBIZ Award                 | Best Scene – Vignette Release (mit Erik Everhard)                                                | In Riley’s Panties  |
| 2013 | XBIZ Award                 | Best Scene – All-Girl (mit Jesse Jane, Kayden Kross, Selena Rose & Vicki Chase)                  | Mothers & Daughters |
| 2025 | AVN Award                  | Aufnahme in die AVN Hall of Fame                                                                 |                     |